# Wilczyna (góra)
Wilczyna (niem. Wolfsberg, 665 m n.p.m.) – wzniesienie w południowo-zachodniej Polsce, w Sudetach Środkowych, w środkowej części Gór Sowich.
Wzniesienie położone jest w północno-środkowej części Gór Sowich, około 4,9 km na południowy zachód od centrum miejscowości Bielawa.
Rozległe kopulaste wzniesienie o bardzo zróżnicowanej rzeźbie i ukształtowaniu oraz dość stromych zboczach, z płaskim mało wyrazistym wierzchołkiem, górujące od południowego zachodu nad  dzielnicą Bielawy Kamieniczki, gdzie znajduje się Jezioro Bielawskie. 
Wznosi się na końcu długiego, bocznego grzbietu odchodzącego w kierunku północnym od Słonecznej, w niewielkiej odległości od wzniesienia Kopista położonego po południowej stronie, od którego oddzielone jest niewielkim siodłem. Wzniesienie wyraźnie wydzielają od północnego zachodu i od południowego wschodu, doliny potoków Brzęczeka prawego dopływu Piławy. Od sąsiednich wzniesień: Wrona (692 m n.p.m.), Kawka, (705 m n.p.m.) i Żebrak (716 m n.p.m.) położonych po zachodniej stronie oddzielone jest Doliną Kamienną najładniejszą doliną, którą płynie główny środkowy potok Brzęczek, zbocza doliny miejscami przechodzą w małe urwiska skalne. Wzniesienie zbudowane z prekambryjskich gnejsów i migmatytów. Zbocza wzniesienia pokrywa niewielka warstwa młodszych osadów z okresu zlodowaceń plejstoceńskich. Cała powierzchnia wzniesienia łącznie z partią szczytową porośnięta jest lasem świerkowym regla dolnego. Niewielką część północno-wschodniego zbocza u podnóża zajmują, górskie łąki i użytki rolne. Zboczami poniżej szczytu prowadzi kilka leśnych ścieżek, po zachodniej stronie wzniesienia Doliną Kamienną prowadzi wzdłuż potoku Brzęczek leśna droga. U podnóża wzniesienia, po wschodniej stronie, położona jest Bielawa. Położenie wzniesienia, charakterystyczny kopulasty kształt i zróżnicowana rzeźba czynią wzniesienie rozpoznawalnym w terenie.
Wzniesienie znajduje się na terenie Parku Krajobrazowego Gór Sowich.